# Mercedes-Benz OM 654
Der OM 654 ist ein Dieselmotor von Mercedes-Benz, der 2016 eingeführt wurde. Die Hauptbauteile werden im Motorenwerk Stuttgart-Untertürkheim gefertigt. Der Motor wird bei der MDC Power GmbH in Kölleda montiert.

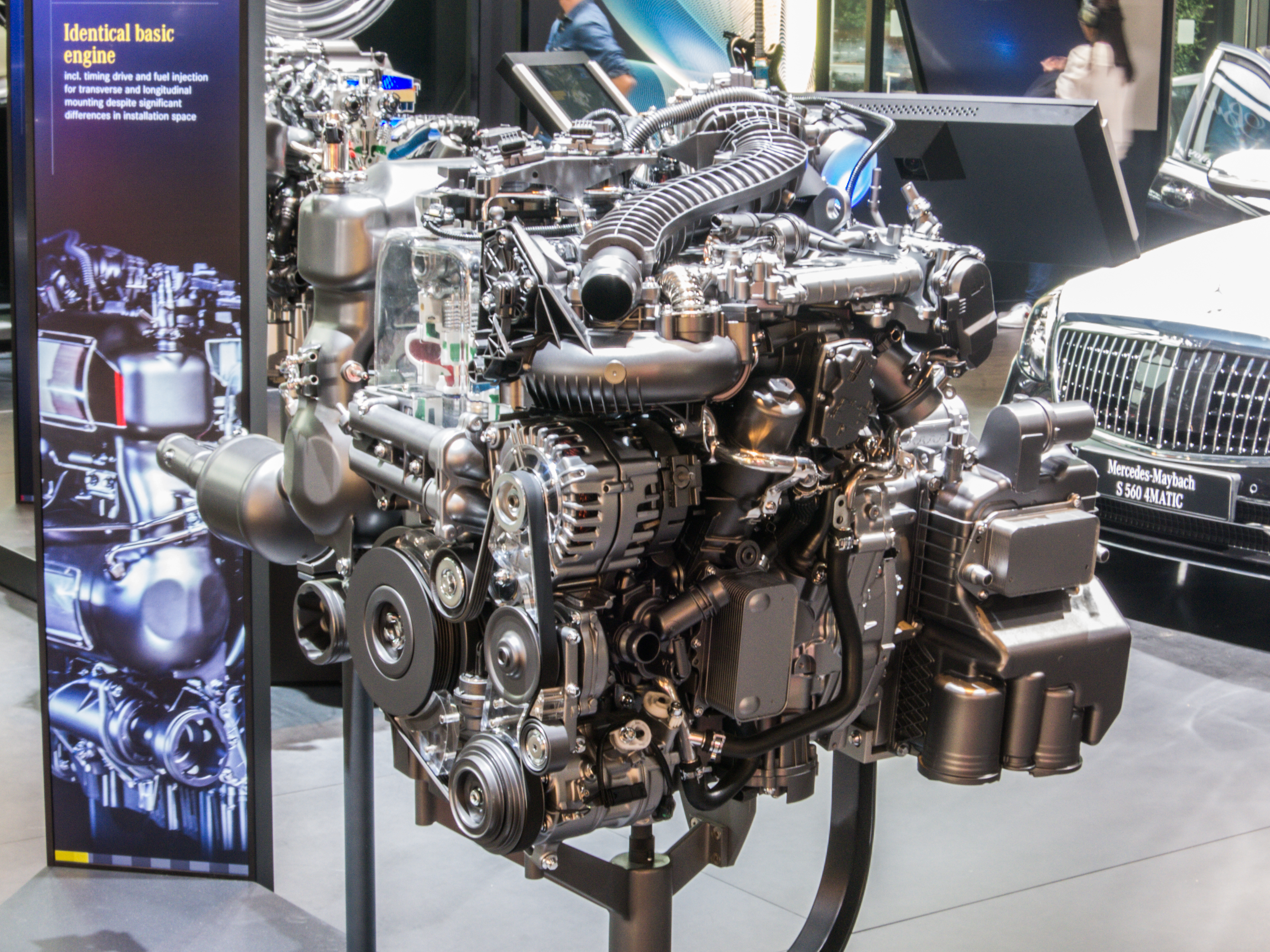
OM 654q im Querverbau (Ansaugseite)

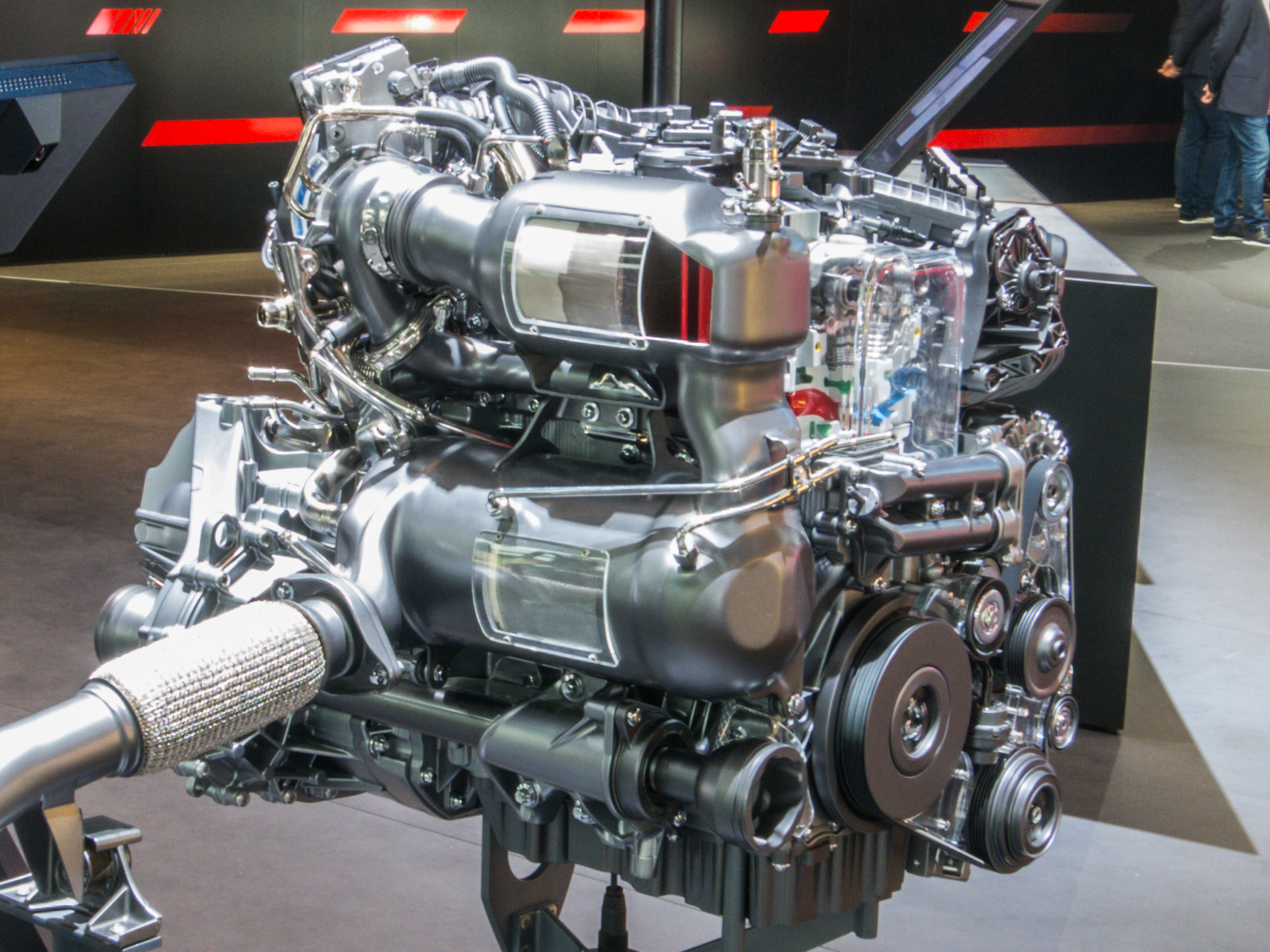
OM 654q im Querverbau (Abgasseite)

Der Vierzylinder-Reihenmotor OM 654 ist der Nachfolger des OM 651 und Teil einer neuen, modularen Motorengeneration, die Vier- und Sechszylinder-Dieselmotoren sowie Vier- und Sechszylinder-Ottomotoren (M 254) umfasst. Durch gleichen Zylinderhubraum (ca. 500 cm³) und -abstand wird eine hohe Zahl von Gleichteilen erreicht.
Der OM 654 ist der erste Vierzylinder-Dieselmotor von Mercedes-Benz, dessen Hauptkomponenten vollständig aus einer Aluminiumlegierung gefertigt sind.
Der erste Einsatz des Motors erfolgte in der E-Klasse (Baureihe 213), die seit April 2016 ausgeliefert wird. Seit 2018 wird auch eine zweite Variante mit einem auf 1,6 Liter reduzierten Hubraum angeboten.
Seit Mitte 2018 wird der OM 654 auch in Plug-In-Hybrid-Konfigurationen eingesetzt. Es ging los mit dem C 300 de und E 300 de, mit Batterien von 13,5 kWh brutto und elektrischen Reichweiten um 50 km und Auflademöglichkeit in einigen Stunden an Wechselstrom.
Seit Ende 2018 mit dem Debüt in der A-Klasse A 200 d und A 220 d sowie B-Klasse B 200 d und B 220 d ist der OM 654 auch in einer Variante für den Quereinbau verfügbar, die dann OM 654q genannt wird. Von dort aus wird er schrittweise auch in weiteren Kompaktklasse-Fahrzeugen auf der Daimler MFA2-Plattform verbaut.
Ende 2019 kam der Einsatz des OM 654 im GLE 350 de dazu, in 2020 kam ein GLE Coupé 350 de dazu. Im Unterschied zu vorherigen PHEV von Mercedes-Benz wurde hier mit 31,2 kWh brutto/27 kWh netto eine elektrische Reichweite um 100 km möglich, und ein optionaler CCS-Schnelladeanschluss ermöglicht das Aufladen der Batterie in ca. 20 Minuten. Auch das Lade-Inlet am Fahrzeug wechselt von einer unbequem niedrigen Position am hinteren Stoßfänger (C 300 de, E 300 de) an die hintere Seitenwand auf die übliche Höhe (GLE 350 de).
Seit 2021 wird der OM 654 im aktuellen Sprinter in den Gewichtsklassen zwischen 3,0 und 5,5 t in drei Leistungsstufen von 110 bis 140 kW (150 bis 190 PS) eingesetzt.
Ebenfalls ab 2021 wurde eine als OM 654 M bezeichnete Variante mit einem integrierten Startergenerator und einer geänderten Kurbelwelle eingeführt. Der OM 654 M besitzt einen auf 1993 cm³ erhöhten Hubraum und arbeitet mit einem von 2300 auf 2700 bar erhöhten Einspritzdruck. Ein elektrischer Zusatzverdichter kann den Ladedruck bei tiefen Drehzahlen erhöhen. In Verbindung mit dem als „EQ-Boost“ bezeichneten mild-Hybrid-Antrieb wird hierdurch ein harmonischer Drehmomentverlauf erreicht. Der OM 654 M kam erstmals ab Juni 2021 in der C-Klasse (Baureihe 206) und ab Februar 2022 in E-Klasse (Baureihe 213) zum Einsatz.

## Technik

### 1,6 Liter-Reihenvierzylinder (OM 654 DE 16)

#### Grundmotor
Der Hubraum des Vierzylinder-Reihenmotors beträgt 1597 cm³ mit einer Bohrung von 78 mm und einem Hub von 83,6 mm bei einem Zylinderabstand von 90 mm. Das Kurbelgehäuse des Motors besteht aus Aluminium, der Zylinderkopf aus einer hochfesten Aluminium-Legierung. Es kommen Stahlkolben und eine sogenannte Conicshape-Zylinderhonung (Trompetenhonung) zum Einsatz. Im Gegensatz zur 2,0-Liter-Variante hat der Motor keine Lanchester-Ausgleichswellen.

### 2,0 Liter-Reihenvierzylinder (OM 654 DE 20)

#### Grundmotor
Der Hubraum des Vierzylinder-Reihenmotors beträgt 1950 cm³ mit einer Bohrung von 82 mm und einem Hub von 92,3 mm bei einem Zylinderabstand von 90 mm. Die Verdichtung beträgt 15,5. Das Kurbelgehäuse des Motors besteht aus Aluminium, der Zylinderkopf aus einer hochfesten Aluminium-Legierung. Es kommen Stahlkolben und eine sogenannte Nanoslide-Zylinderbeschichtung zum Einsatz. Dabei handelt es sich um eine Eisen-Kohlenstoff-Schicht, die mittels Lichtbogendrahtspritzen direkt auf die Aluminium-Oberfläche aufgebracht wird und hohe Ölrückhaltevolumina in der Zylinderlaufbahn ermöglicht. Die Reibung soll um über 20 % verringert sein. Der Motor hat zwei seitlich angebrachte Lanchester-Ausgleichswellen.
Die Steuerung des Ladungswechsels erfolgt über vier Ventile pro Zylinder (Vierventiltechnik) und zwei obenliegende, von einer Steuerkette angetriebene Nockenwellen. Der Antrieb sitzt wie beim OM 651 am hinteren Motorende (Abtriebsseite), um die Bauhöhe am vorderen Ende möglichst niedrig zu halten. Das ermöglicht bei längs eingebautem Motor eine flache und nach hinten ansteigende Motorhaube zugunsten von Aerodynamik und Fußgängerschutz.
In der 143-kW-(194-PS)-Variante wiegt der Motor nach DIN-Norm 168,4 kg und damit 35,4 kg weniger als der Vorgänger mit 125 kW (170 PS). Lauffähig und mit allen Nebenaggregaten beträgt die Gewichtseinsparung sogar rund 46 kg.

#### Aufladung und Abgas
Motoren mit nur einem Turbolader verwenden einen wassergekühlten Lader von Honeywell (GTD1449) mit variabler Turbinengeometrie. Ein Elektromotor verstellt die Leitschaufeln. Die verdichtete Frischluft wird in einem Ladeluftkühler gekühlt; Motoren mit Bi-Turboaufladung verwenden zwei Lader.
Weiterhin hat der Motor sowohl eine gekühlte Niederdruck-Abgasrückführung (AGR) als auch eine gekühlte Hochdruck-Abgasrückführung. Das Abgas der Niederdruck-AGR wird hinter dem Partikelfilter entnommen, gekühlt und vor dem Verdichter wieder eingeleitet.
Die gesamte Abgasnachbehandlung erfolgt motornah und wurde bereits auf kommende Testverfahren wie den WLTP-Zyklus und Real Driving Emissions (RDE) ausgelegt. Durch die Anordnung aller Elemente der Abgasnachbehandlung direkt am Motor konnte im Vergleich zum Vorgänger die Anzahl der Motorvarianten reduziert werden. Hinter der Turbine des Turboladers kommt zunächst ein Dieseloxidationskatalysator (DOC) zum Einsatz, anschließend wird mit einem Fallstrommischer die zur Reinigung der Stickoxide benötigte Harnstofflösung AdBlue zudosiert. Nach einer kurzen Mischstrecke schließen sich ein SCR-beschichteter Dieselpartikelfilter (sDPF) und ein SCR-Katalysator an.

#### Einspritzung und Brennverfahren
Die Common-Rail-Einspritzung arbeitet mit einem Kraftstoffdruck bis zu 2700 bar. Als Hochdruckpumpe wird eine CP4-Einstempelpumpe von Bosch eingesetzt. Die Pumpe wird von der Steuerkette mit angetrieben.
Erstmals in einem Pkw-Dieselmotor wird ein Stufenmulden-Brennverfahren angewendet. Die Benennung kommt von der gleichnamigen Mulde im Kolben. Die Form trägt zu sehr guter Gemischverwirbelung bei und soll im Vergleich zu einer Omega-Mulde durch gesteigerte Brenngeschwindigkeit zu einem besseren Wirkungsgrad bei gleichzeitig niedrigeren Partikelrohemissionen führen.

## Versionen
Der OM 654 wird in verschiedenen Leistungsstufen von 90 bis 200 kW (122 bis 272 PS) angeboten.

### OM 654 DE 16 G SCR*
| Verkaufsbezeichnung                                                                             | Baureihe | Bauzeitraum                                                     |
| ----------------------------------------------------------------------------------------------- | -------- | --------------------------------------------------------------- |
| Hubraum: 1597 cm³, Leistung: 90 kW (122 PS) bei 3800/min, Drehmoment: 300 Nm bei 1400–2800/min  |          |                                                                 |
| C 180 d                                                                                         | W/S 205  | seit 07/2018                                                    |
| Hubraum: 1597 cm³, Leistung: 118 kW (160 PS) bei 3800/min, Drehmoment: 360 Nm bei 1600–2600/min |          |                                                                 |
| C 200 d                                                                                         | W/S 205  | seit 07/2018 (bis 10/2018 nur in Verbindung mit Schaltgetriebe) |
| E 200 d                                                                                         | W/S 213  | seit 04/2019                                                    |

### OM 654 DE 20 SCR*
| Verkaufsbezeichnung                                                                                  | Baureihe        | Bauzeitraum               |
| --- | --------------- | ------------------------- |
| Hubraum: 1950 cm³, Leistung: 110 kW (150 PS) bei 3200–4800/min, Drehmoment: 360 Nm bei 1400–2800/min |                 |                           |
| C 200 d (9G-TRONIC)                                                                                  | W/S 205         | 07/2018–10/2018           |
| E 200 d                                                                                              | W/S 213         | 07/2016–04/2019           |
| Hubraum: 1950 cm³, Leistung: 143 kW (194 PS) bei 3800/min, Drehmoment: 400 Nm bei 1600–2800/min      |                 |                           |
| C 220 d                                                                                              | W/S 205         | seit 04/2018              |
| E 220 d                                                                                              | W/S 213 A/C 238 | seit 04/2016 seit 12/2016 |
| GLC 220 d 4MATIC                                                                                     | X 253           | 04/2019–07/2022           |
| GLC 220 d 4MATIC Coupé                                                                               | C 253           | 04/2019–03/2023           |
| GLE 350 de 4MATIC                                                                                    | V 167           | 11/2019–07/2023           |
| Hubraum: 1950 cm³, Leistung: 120 kW (163 PS) bei 4200/min, Drehmoment: 380 Nm bei 1200–2400/min      |                 |                           |
| GLC 200 d 4MATIC                                                                                     | X 253           | 04/2019–07/2022           |
| GLC 200 d 4MATIC Coupé                                                                               | C 253           | 04/2019–03/2023           |
| V 220 d (1)                                                                                          | W 447           | seit 03/2019              |
| Hubraum: 1950 cm³, Leistung: 140 kW (190 PS) bei 4200/min, Drehmoment: 440 Nm bei 1350–2400/min      |                 |                           |
| V 250 d (1)                                                                                          | W 447           | seit 03/2019              |
| Hubraum: 1950 cm³, Leistung: 176 kW (239 PS) bei 4200/min, Drehmoment: 500 Nm bei 1600–2400/min      |                 |                           |
| V 300 d (1)                                                                                          | W 447           | seit 03/2019              |
| Hubraum: 1950 cm³, Leistung: 180 kW (245 PS) bei 4200/min, Drehmoment: 500 Nm bei 1600–2400/min      |                 |                           |
| C 300 d                                                                                              | W/S 205         | seit 07/2018              |
| CLS 300 d                                                                                            | C 257           | seit 04/2018              |
| E 300 d                                                                                              | W/S 213         | seit 02/2018              |
| GLC 300 d 4MATIC                                                                                     | X 253           | 05/2019–07/2022           |
| GLC 300 d 4MATIC Coupé                                                                               | C 253           | 05/2019–03/2023           |
| GLC 300 de 4MATIC Coupé                                                                              | C 253           | 05/2020–03/2023           |
| GLE 300 d 4MATIC                                                                                     | V 167           | seit 10/2018              |

### OM 654 M DE 20 G SCR*
| Verkaufsbezeichnung                                                                                  | Baureihe | Bauzeitraum               |
| --- | -------- | ------------------------- |
| Hubraum: 1993 cm³, Leistung: 120 kW (163 PS) bei 3600–4800/min, Drehmoment: 380 Nm bei 1800–2800/min |          |                           |
| C 200 d                                                                                              | W/S 206  | seit 06/2021              |
| E 200 d                                                                                              | W/S 214  | seit 10/2024              |
| Hubraum: 1993 cm³, Leistung: 147 kW (200 PS) bei 3600–4800/min, Drehmoment: 440 Nm bei 1800–2800/min |          |                           |
| E 220 d E 220 d 4MATIC                                                                               | W/S 213  | 02/2022–08/2023           |
| Hubraum: 1993 cm³, Leistung: 145 kW (197 PS) bei 3600–4800/min, Drehmoment: 440 Nm bei 1800–2800/min |          |                           |
| C 220 d C 220 d 4MATIC                                                                               | W/S 206  | seit 06/2021 seit 08/2021 |
| C 300 de C 300 de 4MATIC                                                                             | W/S 206  | seit 01/2023              |
| CLE 220 d Coupé                                                                                      | C 236    | seit 11/2023              |
| E 220 d E 220 d 4MATIC                                                                               | W/S 214  | seit 04/2024              |
| E 300 de E 300 d 4MATIC                                                                              | W/S 214  | seit 10/2023              |
| GLE 350 de 4MATIC                                                                                    | V 167    | seit 07/2023              |
| Hubraum: 1993 cm³, Leistung: 195 kW (265 PS) bei 4200/min, Drehmoment: 550 Nm bei 1800/min           |          |                           |
| C 300 d C 300 d 4MATIC                                                                               | W/S 206  | seit 06/2021 seit 07/2024 |
| Hubraum: 1993 cm³, Leistung: 200 kW (272 PS) bei 4200/min, Drehmoment: 550 Nm bei 1800/min           |          |                           |
| GLE 300 d 4MATIC Coupé                                                                               | C 167    | 06/2021–07/2023           |
| Hubraum: 1993 cm³, Leistung: 198 kW (269 PS) bei 4200/min, Drehmoment: 550 Nm bei 1800/min           |          |                           |
| GLE 300 d 4MATIC Coupé                                                                               | C 167    | seit 07/2023              |

### OM 654q DE 20 SCR*
| Verkaufsbezeichnung                                                                                  | Baureihe | Bauzeitraum               |
| --- | -------- | ------------------------- |
| Hubraum: 1950 cm³, Leistung: 85 kW (116 PS) bei 3400–4400/min, Drehmoment: 280 Nm bei 1200–2600/min  |          |                           |
| A 180 d                                                                                              | W/V 177  | seit 10/2020              |
| B 180 d                                                                                              | W 247    | seit 10/2020              |
| CLA 180 d                                                                                            | C/X 118  | seit 10/2020              |
| GLA 180 d                                                                                            | H 247    | seit 04/2020              |
| GLB 180 d                                                                                            | X 247    | seit 12/2019              |
| Hubraum: 1950 cm³, Leistung: 110 kW (150 PS) bei 3400–4400/min, Drehmoment: 320 Nm bei 1400–3200/min |          |                           |
| A 200 d A 200 d 4MATIC                                                                               | W/V 177  | seit 11/2018 seit 10/2019 |
| B 200 d B 200 d 4MATIC                                                                               | W 247    | seit 12/2018 seit 10/2019 |
| CLA 200 d CLA 200 d 4MATIC                                                                           | C/X 118  | seit 04/2019 seit 10/2019 |
| GLA 200 d / GLA 200 d 4MATIC                                                                         | H 247    | seit 04/2020              |
| GLB 200 d GLB 200 d 4MATIC                                                                           | X 247    | seit 12/2019              |
| Hubraum: 1950 cm³, Leistung: 140 kW (190 PS) bei 3800/min, Drehmoment: 400 Nm bei 1600–2600/min      |          |                           |
| A 220 d A 220 d 4MATIC                                                                               | W/V 177  | seit 11/2018 seit 10/2019 |
| B 220 d B 220 d 4MATIC                                                                               | W 247    | seit 12/2018 seit 10/2019 |
| CLA 220 d CLA 220 d 4MATIC                                                                           | C/X 118  | seit 04/2019 seit 10/2019 |
| GLA 220 d / GLA 220 d 4MATIC                                                                         | H 247    | seit 04/2020              |
| GLB 220 d / GLB 220 d 4MATIC                                                                         | X 247    | seit 12/2019              |

### OM 654 DE 20 LA*
| Verkaufsbezeichnung                                                                             | Baureihe   | Bauzeitraum |
| ----------------------------------------------------------------------------------------------- | ---------- | ----------- |
| Hubraum: 1950 cm³, Leistung: 110 kW (150 PS) bei 3800/min, Drehmoment: 340 Nm bei 1500–2400/min |            |             |
| 215 CDI/315CDI/415CDI/515CDI                                                                    | BR 907/910 | seit 2021   |
| Hubraum: 1950 cm³, Leistung: 120 kW (170 PS) bei 3800/min, Drehmoment: 380 Nm bei 1500–2400/min |            |             |
| 217 CDI/317CDI/417CDI/517CDI                                                                    | BR 907/910 | seit 2021   |
| Hubraum: 1950 cm³, Leistung: 140 kW (190 PS) bei 3800/min, Drehmoment: 450 Nm bei 1350–2400/min |            |             |
| 219 CDI/319 CDI/419 CDI/519 CDI                                                                 | BR 907/910 | seit 2021   |

* Die Motorbezeichnung ist wie folgt verschlüsselt:
OM = Ölmotor (Diesel), Baureihe = 3-stellig, q = Quereinbau, DE = Direkteinspritzung, M = integrierter Startergenerator, Hubraum = Deziliter (gerundet), G = boostfähiger Starter-Generator, L = Ladeluftkühlung, A = Abgasturbolader, SCR = Art der Abgasnachbehandlung